# Карпатос
Ка́рпатос (Карпаф, греч. Κάρπαθος, лат. Carpathus, тур. Kerpe), Скарпа́нто (итал. Scarpanto) — остров в Эгейском море, принадлежит Греции. Входит в группу островов Додеканес (Южные Спорады). Остров состоит из муниципалитета Карпатос плюс сообщество Олимпос. Часть Олимпоса также охватывает соседний остров Сарья.

## География

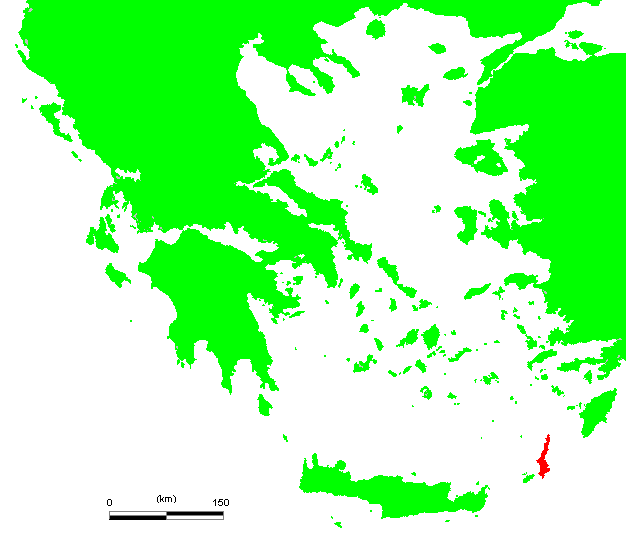
Остров Карпатос в Эгейском море (красный цвет)

Площадь острова 300,15 км². Остров расположен примерно в 47 км к юго-западу от Родоса, в той части моря между Критом и Родосом, которую древние назвали в честь острова — Карпатское море (Карпафийское море). На Карпатосе 10 деревень. Все деревни сохранили традиционный уклад острова. На юго-востоке острова находится город Пигадия, который официально называется городом Карпатос, это административный центр и основной порт острова. Столицу окружают деревни Менетес, Аркаса, Аперион, Волада, Отос и Пилес. На севере расположились деревни Месочори, Споа и Олимбос, последняя, самая северная, представляет фольклорный и архитектурный интерес. На острове два порта: один в городе Карпатос, а второй — рядом с деревней Олимбос, называется Диафани.

### Экология
Северная оконечность Карпатоса и прилегающий к нему ненаселенный остров Сария, вместе с окружающими водами, включен в сеть наиболее важных экологических регионов Европы «Natura 2000». Кроме большого значения для размножения находящегося под угрозой исчезновения тюленя-монаха, регион характеризуется большим разнообразием редких и эндемических, то есть местного происхождения, видов растений и животных, находящихся под защитой греческого законодательства и международных конвенций.

## История

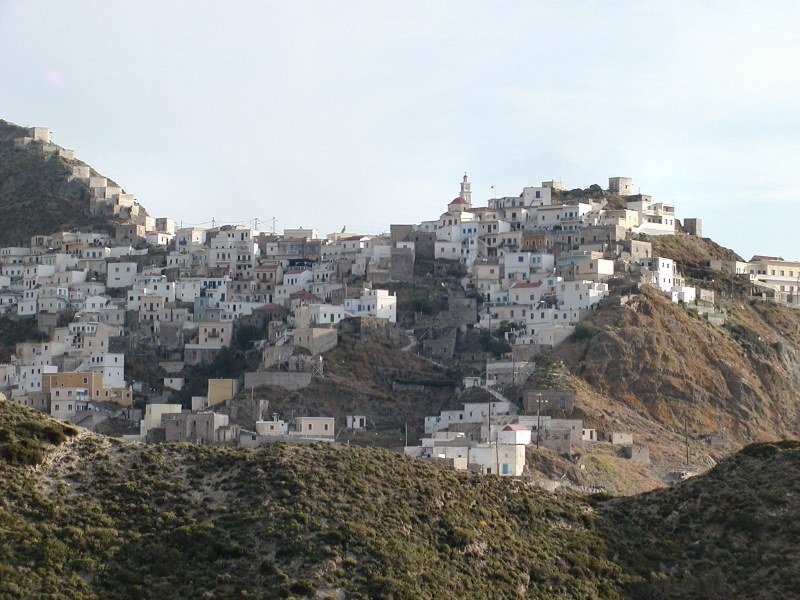
Деревня Олимбос

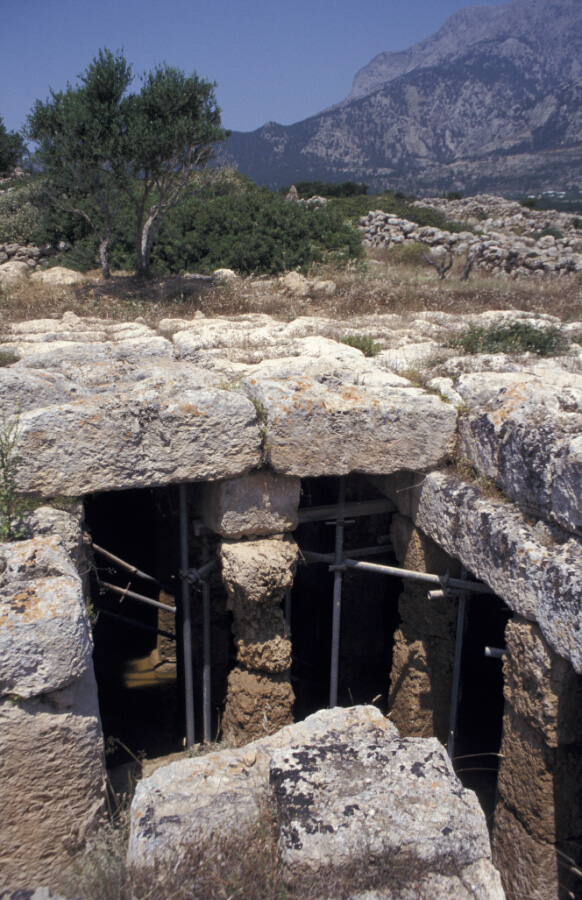
Римские резервуары недалеко от Лефкоса

Карпатос впервые упоминается в гомеровской Илиаде в «Каталоге кораблей» под именем Крапаф (др.-греч. Κράπαθος, Οι δ'αρα Νίσυρον τ'είχον Κράπαθον τε Κάσον τε). В позднем бронзовом веке Карпатос, хотя и испытал влияние и минойской, и микенской культур, оставался в культурном плане самобытным.
Согласно Страбону остров некогда был четырёхградьем. На острове находились древние города Посейдоний (др.-греч. Ποτίδαιον ή Ποσείδιον) и Нисир (Низир, Νίσυρος), одноимённый с островом Нисир.
Войны и завоевания сформировали историю Карпатоса. Жители острова воевали со Спартой в Пелопоннесской войне в 431 году до н. э. и были завоёваны Родосом в 400 году до н. э. В 42 году до н. э. остров перешёл Риму. В последующие века Карпатосом правили арабы, генуэзцы, венецианцы и турки-османы.
Как в античные, так и в средневековые времена Карпатос был тесно связан с Родосом; им владели знатные фамилии при венецианском сюзеренитете, в частности, Корнако с 1306 по 1540 годы, после чего он перешёл во владение турок. Из-за удалённого расположения на Карпатосе сохранились много особенностей в костюмах, обычаях и диалекте. Диалект напоминает диалекты Крита и Кипра. Османское правление закончилось с завоеванием острова Италией во время Итало-турецкой войны 1911—1912 годов. Итальянцы владели островом до конца Второй мировой войны. Карпатос отошёл Греции в 1948 году.
Из-за подорванной войной экономики многие карпатийцы были вынуждены уехать в США, где они осели в городах восточного побережья. Сегодня на Карпатосе проживает значительная греко-американская диаспора, представители которой возвратились на любимый остров и стали вкладывать в его экономику. В результате этого в традиционный уклад Пагадии и других поселений острова были привнесены современные элементы. В горных поселениях на севере острова традиции чтят наиболее строго.

## Население
Согласно переписи населения 2001 года, на острове проживало 6511 человек (в том числе 22 человека, фактически живущих на острове Сария). Это число увеличивается более чем вдвое в летние месяцы, когда многие карпатийские экспатрианты с семьями приезжают на остров для отдыха. Если учитывать ещё и обычных туристов, то летом население острова может вырасти до 20 000 человек. Плотность населения достигает своего пика 15 августа, когда проходит Фестиваль Панагиас — наиболее важный на острове.

## Транспорт
Аэропорт «Карпатос», где имеется относительно длинная взлётно-посадочная полоса, расположен на южной стороне. Карпатос связан с соседними островами и материком паромным сообщением и авиалиниями. Паром ходит до Пирея (через Крит и Родос). Регулярные ежедневные внутренние рейсы связывают остров с Родосом, Касосом, Критом и Афинами. Кроме того, имеются чартерные рейсы в различные города Европы в туристический сезон (с апреля по октябрь).
На самом острове основной вид транспорта — автомобиль. Бо́льшая часть дорог имеет асфальтовое покрытие. Летом небольшие частные лодки ежедневно курсируют между Пигадией и другими поселениями. Круглогодично ходят муниципальные автобусы и местное такси (agoraia) с твёрдыми расценками.